# Izquierda Italiana
Izquierda Italiana (en italiano: Sinistra Italiana, abreviado SI) es un partido político italiano de izquierdas, fundado en febrero de 2017 y liderado por Nicola Fratoianni.

## Historia
SI nació como grupo parlamentario durante la XVII Legislatura de la República italiana, antes en la Cámara de Diputados (noviembre de 2015) y luego en el Senado (marzo de 2016), a través de la fusión de Izquierda Ecología Libertad (SEL) con Futuro a la Izquierda, un grupo salido del Partido Democrático (PD) y liderado por Stefano Fassina, más algunos exmiembros del Movimiento 5 Estrellas (M5S).
El 19 de febrero de 2017, en la ciudad de Rímini, SI se organizó en partido político en su Congreso Fundacional, en presencia de los representantes de otros partidos de la izquierda italiana y europea, como Podemos, Syriza o Die Linke. El Congreso eligió a Nicola Fratoianni como secretario general.
El 9 de marzo de 2017, SI unió su grupo parlamentario al de Posible.
El 3 de diciembre de 2017, SI formó junto a Posible y Artículo 1 - Movimiento Demócrata y Progresista la coalición Libres e Iguales, que compitió en las elecciones generales del 4 de marzo de 2018.

### Congresos nacionales
- I Congreso - Rímini, 17-19 de febrero de 2017[8]
- II Congreso -,[nota 1] 30 de enero-2 de febrero de 2021[9]
- III Congreso - Perugia, 17-18-19 de noviembre de 2023[10]